# Divertissements (Caplet)
Divertissements est une œuvre pour harpe en deux mouvements d'André Caplet, composée en 1924 et dédiée à Micheline Kahn. 

## Présentation
Les deux Divertissements sont composés par Caplet en 1924, peu après le Conte fantastique.
La partition est dédiée à la harpiste Micheline Kahn, qui assure la création de l’œuvre le 15 mai 1924 au théâtre du Vieux-Colombier. Une audition notable se déroule l'année suivante par la même interprète, lors d'un concert de la Société nationale de musique, le 7 février 1925 à la salle Érard.
Les deux pièces sont publiées par Durand & Cie en 1925.

## Structure
Divertissements, « caractéristiques du raffinement extrême de l'écriture de Caplet », comprend deux mouvements :
1. « à la française » – Bien allègrement et carré, à 
, qui « se présente comme un faux mouvement perpétuel, des accords venant volontiers décaler ce discours insouciant[5] » ;
2. « à l'espagnole » – Avec galbe et très drapé, à 
, dans lequel « des récitatifs passionnés évoquent l'art flamenco. La harpe s'y transforme en une guitare grattée par l'ongle ou s'envole sur des harmoniques dont elle seule est capable[5] ».

La durée moyenne d'exécution de l’œuvre est de dix minutes environ.

## Analyse
Dans le premier divertissement, à la française, Alain Poirier décèle « un dernier hommage à Debussy » et à la fluidité de son écriture pianistique. Dans le second, à l'espagnole, comme en écho au titre, le musicologue salue l'efficacité des « effets guitaristiques ». Ce qui lui fait conclure qu'au-delà « de l'écriture incontestablement brillante de ces Divertissements, Caplet a su ajouter deux partitions originales au répertoire d'un instrument qu'il a plus contribué à enrichir que n'importe quel autre compositeur français ».
À l'issue de l'audition à la Société nationale de musique, la revue Le Ménestrel livre ses impressions d'écoute :  « Les Divertissements pour harpe de M. Caplet sont d'une audace d'exécution folle. [...] Les deux Divertissements ont de la grâce, de la fantaisie et de la bonne humeur ».
Gustave Samazeuilh constate après la même séance que « M. Caplet utilise avec une rare diversité de moyens toutes les ressources de l'instrument ».

## Discographie
- André Caplet : Conte fantastique, Les prières, Divertissements, Deux sonnets, Septuor, Laurence Cabel (harpe), Ensemble Musique Oblique (février 1992, Harmonia Mundi HMA 1951417 ; rééd. 2006 coll. « Musique d'abord ») (OCLC 1042086395).
- André Caplet et ses contemporains, Sandrine Chatron (harpe), Ambroisie AMB 9978, 2005.
- Lavinia Meijer (juillet 2008, Channel Classics) (OCLC 403741664) — avec des œuvres de Carlos Salzedo et Jacques Ibert.
- Widmung, Julia Wacker (17 juin, 2 juillet et 29 août 2021, Ars Produktion 2023, ARS 38 626) — Avec des œuvres d'Ernst Křenek, Jean Cras, Alfredo Casella, Benjamin Britten et Heinz Holliger.

### Ouvrages généraux
- Alain Poirier, « André Caplet », dans François-René Tranchefort (dir.), Guide de la musique de chambre, Paris, Fayard, coll. « Les Indispensables de la musique », 1989 (ISBN 2-213-02403-0), p. 206.
- Michel Duchesneau, L'Avant-garde musicale et ses sociétés à Paris de 1871 à 1939, Paris, Mardaga, 1997, 352 p. (ISBN 2-87009-634-8).

### Monographies
- Denis Herlin et Cécile Quesney, André Caplet : compositeur et chef d'orchestre, Paris, Société française de musicologie, 2020, 540 p. (ISBN 978-2-853-57269-9).